# زیردریایی کلاس کایدی
سابمارین کلاس کایدی (به انگلیسی: Kaidai-class submarine) یک کلاس از زیردریایی است.